# Ostkustbanan
Ostkustbanan (dansk : Østkystbanen) er en jernbanestrækning i Sverige, der forbinder Stockholm og Sundsvall via Uppsala (Uppsala centralstation) og Gävle.
Banen er 400 km lang. Dog kører hurtigtogene 403 km, da de benytter Arlandabanan på en del af strækningen.

## Ådalsbanen
Oprindeligt var Østkystbanen en privatbane på strækningen Gävle – Sundsvall – Härnösand.
Den oprindelige bane blev sat i drift i 1927. Den nordlige del af denne bane indgår i dag i Ådalsbanan (Sundsvall – Härnösand – Långsele).